# Journal of Psychohistory
Journal of Psychohistory, en français Journal de la psychohistoire, est une revue fondée en 1973 dans le domaine de la psychohistoire, éditée par Lloyd deMause et publiée par l'Institute for Psychohistory (IP). La revue est publiée à l'origine sous le nom de History of Childhood Quarterly, et depuis 1976 sous le nom de The Journal of Psychohistory.
Le journal vise à fournir « une nouvelle vision psychologique des événements mondiaux - passés et présents ». La revue est publiée tous les trimestres et contient des sujets tels que l'enfance et la famille (en particulier la maltraitance des enfants), la psychobiographie avec de nombreux documents sur l'enfance, la psychologie politique et les études psychologiques de l'anthropologie.